# ミランコビッチ・サイクル

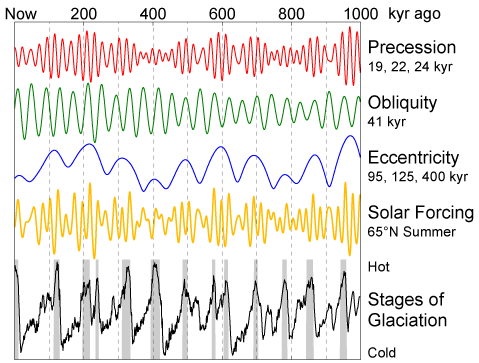
ミランコビッチ・サイクルを決定付ける変化要素とその結果
現在から100万年前までの情報。上から3つの要素は日射量を決定づける要因である。歳差運動（Precession）の周期は3つあり、それぞれ1万9000年、2万2000年、2万4000年である。自転軸の傾斜角（Obliquity）の変化は周期4万1000年。公転軌道の離心率（Eccentricity）変化は周期9万5000年、12万5000年、40万年。この結果、北緯65度における日射量は複雑な変化を示すことが計算できる。氷床規模の変化は日射量の変化と相関が良いように見える。

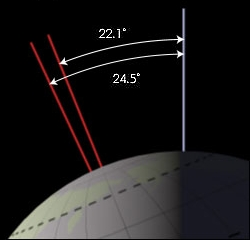
地球の自転軸の傾きの変化
現在の値は23.4度であるが、22.1度から24.5度の間を変化する。周期は4万1000年

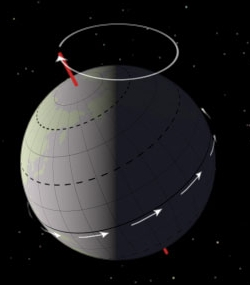
地球の自転軸の歳差運動
地球の自転軸はコマの首振り運動と同じ挙動を示す。周期は約2万5800年

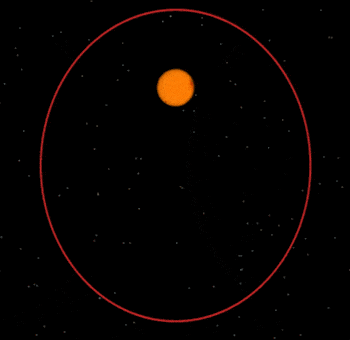
地球の公転軌道
実際の離心率とは異なり、楕円であることを極端に強調している

ミランコビッチ・サイクル（Milankovitch cycle）とは、地球の公転軌道の離心率の周期的変化、自転軸の傾きの周期的変化、自転軸の歳差運動という3つの要因により、日射量が変動する周期である。1920 - 1930年代に、セルビアの地球物理学者ミルティン・ミランコビッチ（Milutin Milanković）は、地球の離心率の周期的変化、地軸の傾きの周期的変化、自転軸の歳差運動の三つの要素が地球の気候に影響を与えると仮説をたて、実際に地球に入射する日射量の緯度分布と季節変化について当時得られる最高精度の公転軌道変化の理論を用いて非常に正確な日射量長周期変化を計算し、間もなくして放射性同位体を用いた海水温の調査で、その仮説を裏付けた。

## 現在までの沿革
ミランコビッチ・サイクルで表される日射量の変化は、北極や南極の氷床の規模の変化や氷期や間氷期がおとずれたりする年代を求めるのに有効である。ただし、その計算は複雑であって理論と実際が異なる場合があるため常に再計算が要求される。ミランコビッチの算出した数値は、1960年代まで地質学者たちの間で用いられていたが、放射性同位体による測定法が発展し確実なものとなると、わざわざ計算の面倒なミランコビッチ・サイクルに頼ることはなくなってしまった。とはいえ、1970年代に、海洋底のボーリング調査が行われ、採取されたサンプルに遺された微生物（有孔虫）化石の酸素同位体比から得られる気候変動の周期（海洋酸素同位体ステージ）は、ミランコビッチの算出した数値ないしは計算法で得られる値に近い値であり、彼が1920年代に行った計算は1970年代の最新鋭の測定法に匹敵する精度であることが分かった。

## 三つの要素
離心率の変化
地球は太陽を焦点の一つとする楕円軌道上を公転しているが（ケプラーの第一法則）、その楕円の形状は常に一定ではなく、約10万年をかけて横に伸びた楕円が円に近い楕円となり、そしてまた横に伸びた楕円となっている。楕円が最も伸びた形になる時と楕円が最も円に近い形になる時とでは太陽と地球との距離は最大で1827万kmも変わる。この差が太陽からの光量に影響を与え、結果として地球の気候にも影響を与えることになる。
現在の氷期サイクルの周期は約10万年であり、離心率の変動周期と一致している。しかし、それらを関係づけるメカニズムについては完全に理解されていない（10万年問題）。
地軸の傾きの変化
地球の地軸の傾きは約21.5度から24.5度の間の間を定期的に変化しており、その周期は4.1万年である。現在は極大となった約8,700年前から小さくなっている時期にあたる。現在は23.4度であり、約11,800年後に極小となる。地球の地軸の傾きは季節差に影響を与え（地軸の傾きが大きいほど季節差が大きい）、結果として地球の気候にも影響を与える。
歳差運動の変化
地球の自転軸の向きは、公転しながら周期的に変化しており、これを歳差と呼ぶが、この周期は1.8万から2.3万年である。
これら三要素が地球の気候に影響を与えるが、実際には他にも様々な要因が関わるため、単純に計算出来るものでもない。（後述）また一般的に離心率の変化が地球の気候に影響を与えやすいが、地球史全体で見れば例外もある。実際、過去70万年の気候変動では10万年周期の離心率の変化ではなく、4万年周期の地軸の傾きの変化が重要な役割を果たしている。

## ミランコビッチ・サイクル計算の難しさ
ミランコビッチ・サイクルを計算するための要素である公転運動や自転は、太陽や月をはじめとして様々な物理的な条件に影響される。たとえば、月の引力による海水の干満作用によって海水と海底の摩擦がおき、地球の自転速度が減速させられることも影響する。つまり自転周期が現在よりも短い約20時間であった20億年前の場合、1日を20時間のサイクルとして計算することになり、その数値の変化は現在と比べて短期間において明らかに激しくなることが予想されるということである。当時は理論上現在の1/4程度の周期であったと考えられている。

## 気候変動との関連

### 地質時代
最近100万年で見ると、公転軌道が正しい円に近づいた90万年前と75万年前と39 - 40万年前には、北緯65度における日射量が1m2あたり480W付近であり変化の少ない日射量の期間である事が表から見て取れる。
それと比べて、95万 - 100万年前と60万年前及び20万年前には公転軌道が比較的ひしゃげて楕円になったこと、自転軸も安定的な80万年前には22.3 - 22.7度前後の変動であったものが22.5 - 24度の間を激しくゆれ動くようになったことなどから日射量が440 - 540Wの間で激しく変化し、寒い氷期と温かい間氷期が繰り返された事が読み取れる。

### 現在の地球温暖化
地球温暖化懐疑論者は、現在の人為的な温暖化を否定するためにミランコビッチ・サイクルによる自然変動を根拠に挙げることがある。しかし、現在の温暖化はミランコビッチ・サイクルでは説明できないほど急速に進行しており、地球システムの観測でもミランコビッチ・サイクルによる温暖化の痕跡とは異なっている。人為的な温暖化により、次の氷期（地球寒冷化）は数万年以上遅れると推定されている。